# Мондино, Жан-Батист
Жан-Бати́ст Мондино́ (фр. Jean-Baptiste Mondino; род. 1949, Обервилье, Франция) — модный фотограф и режиссёр музыкальных видеоклипов. Снимал видео для Мадонны, Дэвида Боуи, Стинга, Криса Айзека, Бьорк и других музыкальных исполнителей.
Мондино начал карьеру в 1970 году на посту художественного директора в рекламном агентстве Publicis. Увлечение фотографией, модой и музыкой привело его в начале 1980-х к режиссуре музыкальных клипов, вскоре после чего к нему пришло признание. Музыкальное видео на песню Дона Хенли «The Boys of Summer», режиссёром которого был Мондино, получил в 1985 году 4 награды MTV Video Music Awards в номинациях «Лучшее видео», «Лучшая режиссура», «Лучшая художественная постановка» и «Лучшая кинематография». Этот клип свёл его с другим французским кинематографистом — Паскалем Лебегом (фр. Pascal Lebègue), с которым они впоследствии сняли несколько выдающихся музыкальных видеоклипов в чёрно-белом исполнении, таких как «Russians» для Стинга и «Justify My Love» для Мадонны.
Мондино активно сотрудничает с французским изданием журнала Vogue. Кроме модных фотосессий, Мондино часто снимает знаменитостей, среди которых Мадонна, Брайан Молко, Джордж Клуни, Ванесса Паради, Ленни Кравиц, Пенелопа Крус, Карл Лагерфельд, Моника Беллуччи и многие другие.

## Фильмография

### 1981
- «Little Darlin'», Sheila

### 1984
- «The Boys of Summer», Дон Хенли
- «Soleil, Soleil», Ахмед Факроун

### 1985
- «Slave To Love», Брайан Ферри
- «Downtown Train», Том Уэйтс
- «Russians», Стинг

### 1986
- «Open Your Heart», Мадонна
- «C’est Comme Ca», Les Rita Mitsouko

### 1987
- «You Owe Me Some Kind of Love», Крис Айзек
- «Never Let Me Down», Дэвид Боуи
- «To Be Reborn», Бой Джордж
- «Mia Bocca», Джилл Джонс
- «True Faith», New Order

### 1988
- «I Wish U Heaven», Принс

### 1989
- «Be», Ленни Кравиц
- «Manchild», Нене Черри

### 1990
- «I’ve Got You Under My Skin», Нене Черри
- «Justify My Love», Мадонна

### 1991
- «Tandem», Ванесса Паради

### 1993
- «Buddy X», Нене Черри
- «Osez Joséphine», Ален Башунг

### 1994
- «Violently Happy», Бьорк
- «If That’s Your Boyfriend (He Wasn’t Last Night)», Meshell Ndegeocello
- «Les Amants», Les Rita Mitsouko
- «L’Ennemi dans la glace», Ален Шамфор

### 1995
- «Human Nature», Мадонна

### 1996
- «Love Don’t Live Here Anymore», Мадонна
- «Kootchi», Нене Черри

### 2000
- «Naive Song», Мирвэ Азмадзай
- «Don’t Tell Me», Мадонна

### 2003
- «Hollywood», Мадонна